# 대한민국의 교육부총리
교육부총리(敎育副總理)는 2001년 1월부터 2008년 2월까지 교육인적자원부 장관이 겸직하였다.

## 설치 근거
- 정부조직법 [법률 제6400호, 2001.01.29 일부개정] 제19조 2항[1]

## 역대 부총리

### 부총리 겸 교육인적자원부 장관
| 정부        | 대수      | 이름           | 임기                              | 비고 |
| ----------- | --------- | -------------- | --------------------------------- | --- |
| 김대중 정부 | 초대      | 한완상(韓完相) | 2001년 1월 29일 ~ 2002년 1월 28일 | 상지대 총장&한성대 총장&통일부총리&경제정의실천시민연합 이사장&대한적십자사 총재                        |
| 김대중 정부 | 2대       | 이상주(李相周) | 2002년 1월 29일 ~ 2003년 3월 6일  | 서울대 교수&강원대 총장&울산대 총장&대통령비서실 교육문화수석비서관&대통령비서실장&한국정신문화연구원장 |
| 노무현 정부 | 3대       | 윤덕홍(尹德弘) | 2003년 3월 7일 ~ 2003년 12월 23일 | 대구대 총장&한국학중앙연구원장&민주당 최고위원                                                          |
| 노무현 정부 | 4대       | 안병영(安秉永) | 2003년 12월 24일 ~ 2005년 1월 4일 | 연세대 교수&한국사회과학연구협의회장&아시아사회과학연구협의회장&한국행정학회장                          |
| 노무현 정부 | 5대       | 이기준(李基俊) | 2005년 1월 5일 ~ 2005년 1월 10일  | 서울대 총장&한국공학한림원장&한국산업기술재단 이사장&한국과학기술단체총연합회장                         |
| 노무현 정부 | 직무 대행 | 김영식(金永植) | 2005년 1월 11일 ~ 2005년 1월 27일 | 교육인적자원부 고등교육지원국장·기획관리실장·차관                                                       |
| 노무현 정부 | 6대       | 김진표(金振杓) | 2005년 1월 28일 ~ 2006년 7월 20일 | 대통령비서실 정책기획수석비서관&국무조정실장&경제부총리&제17·18·19대 국회의원                           |
| 노무현 정부 | 7대       | 김병준(金秉準) | 2006년 7월 21일 ~ 2006년 8월 8일  | 국민대 교수&대통령비서실 정책특별보좌관·정책실장&정부혁신지방분권위원회 위원장                          |
| 노무현 정부 | 직무 대행 | 이종서(李鍾瑞) | 2006년 8월 9일 ~ 2006년 9월 19일  | 교육부 교육정책기획관·고등교육지원국장&교원소청심사위원회 위원장·교육인적자원부 차관                    |
| 노무현 정부 | 8대       | 김신일(金信一) | 2006년 9월 20일 ~ 2008년 2월 5일  | 서울여대 교수&서울대 교수&한국사회교육협회장&한국교육학회장                                             |
| 노무현 정부 | 직무 대행 | 서남수(徐南洙) | 2008년 2월 6일 ~ 2008년 2월 28일  | 위덕대 총장&교육인적자원부 차관&교육부 장관&서울장학재단 이사                                           |

## 같이 보기
- 국무총리
- 부총리
- 경제부총리
- 과기부총리
- 통일부총리
- 교육인적자원부